# TAD (ゲーム会社)
株式会社ティエィディ（TAD CORPORATION）は、かつて存在したゲーム会社。
データイーストの元社員である「TAD」こと横山忠らによって設立された会社で、東京都三鷹市に本社を置いていた。

## 概要
データイーストからのスピンオフ組だけあって、ゲームの作風はデータイーストによく似ている。社長の横山忠は元データイーストの海外部長で、データイーストUSAにいたことがあり、海外に強かった。特に海外では『カベール』と『JuJu伝説』がヒットし、多くのコンシューマー機に移植されている。
データイーストからの独立に当たっては、『カルノフ』を開発した伏木巌などかなりの開発者を引き抜いたため、データイーストから裁判を起こされている（東京地方裁判所 昭和６３年（ワ）１８６２１号）。被告であるTAD側の主張によると、防煙マスクや椎茸などの拡大路線を取るデータイーストの福田社長について行けなくなって退職したとのことで、データイースト側の訴えは退けられた。
データイーストから引き抜かれてTAD創設メンバーとなった尾崎ロイと仁井田耕一は、その後ミッチェルに移籍した(佐久間晶のtwitterによると、1988年頃らしい)。ミッチェルは尾崎ロイの父が1960年代に設立した貿易会社が元となり、日本の業務用ゲームを海外に輸出する仕事を行っていたが、父である社長の没後、尾崎ロイがミッチェルの社長となる。特にカプコンと関係が深く、1980年代末に宇田敏彦（代表作『ポンピングワールド』、2002年より京都コンピュータ学院で後進の育成に努めていたが2013年に死去）や四井浩一（代表作『ストライダー飛竜』『キャノンダンサー』）といった元カプコン開発者が移籍し、やがてゲームの自社開発を行うようになっていった。なお、ミッチェルはコンシューマ進出後に任天堂と関係を深め、仁井田はニンテンドーDSの通信機能やWii U GamePadなどの開発にも関わっている。
元TADの西澤孝と佐久間明（代表作『サイコニクス・オスカー』、現在の名義は佐久間晶）はユースに移籍。プレイステーション版の『ストライダー飛竜1&2』などを手掛けたが、その後ゲーム業界から足を洗ったという。
『最終格闘貴族レジオネア』などを開発した藤咲淳一は、ケイブで『怒首領蜂』などのグラフィッカーを経験した後、『やるドラ』シリーズの成功によりアニメ作家として活躍。「最終格闘貴族」の名称は販売元のテクモに勝手につけられたという。
なお、元社長の横山忠は廃業後、高知中学校・高等学校で英語教師をしていた時期がある。
旧TADの作品の版権は元社長の横山忠が持っている。

## 作品
- カベール（1988年、タイトー販売）
- JuJu伝説（1989年）
- ブラッドブラザーズ（1990年、テクモ販売）
- スカイスマッシャー（1990年、タイトー販売、日本システム名義でのリリース）
- 最終格闘貴族レジオネア（1992年、テクモ販売） - 後にアニメ監督となる藤咲淳一の作品。
- ヒーテッドバレル（1992年、サミー工業販売）